# Valdosta (EP)
Valdosta è il secondo EP del gruppo musicale statunitense Mayday Parade, pubblicato l'8 marzo 2011.
Contiene quattro brani della band riarrangiate acusticamente e due tracce inedite, Amber Lynn e Terrible Things.
Le parti dell'ex cantante e chitarrista della band Jason Lancaster in Jamie All Over e Your Song nell'EP sono cantate dal batterista Jake Bundrick.

## Tracce
1. Amber Lynn – 3:53
2. Jamie All Over – 4:03
3. Kids in Love – 3:48
4. Your Song – 4:09
5. Bruised and Scarred – 3:22
6. Terrible Things – 3:58

## Formazione
- Derek Sanders – voce, tastiera
- Alex Garcia – chitarra solista
- Brooks Betts – chitarra ritmica
- Jeremy Lenzo – basso
- Jake Bundrick – batteria, percussioni, voce secondaria; voce in Jamie All Over e Your Song

## Classifiche
| Classifica (2011)         | Posizione massima |
| ------------------------- | ----------------- |
| Stati Uniti               | 127               |
| Stati Uniti (alternative) | 19                |
| Stati Uniti (rock)        | 30                |